# Kathleen Kenyon

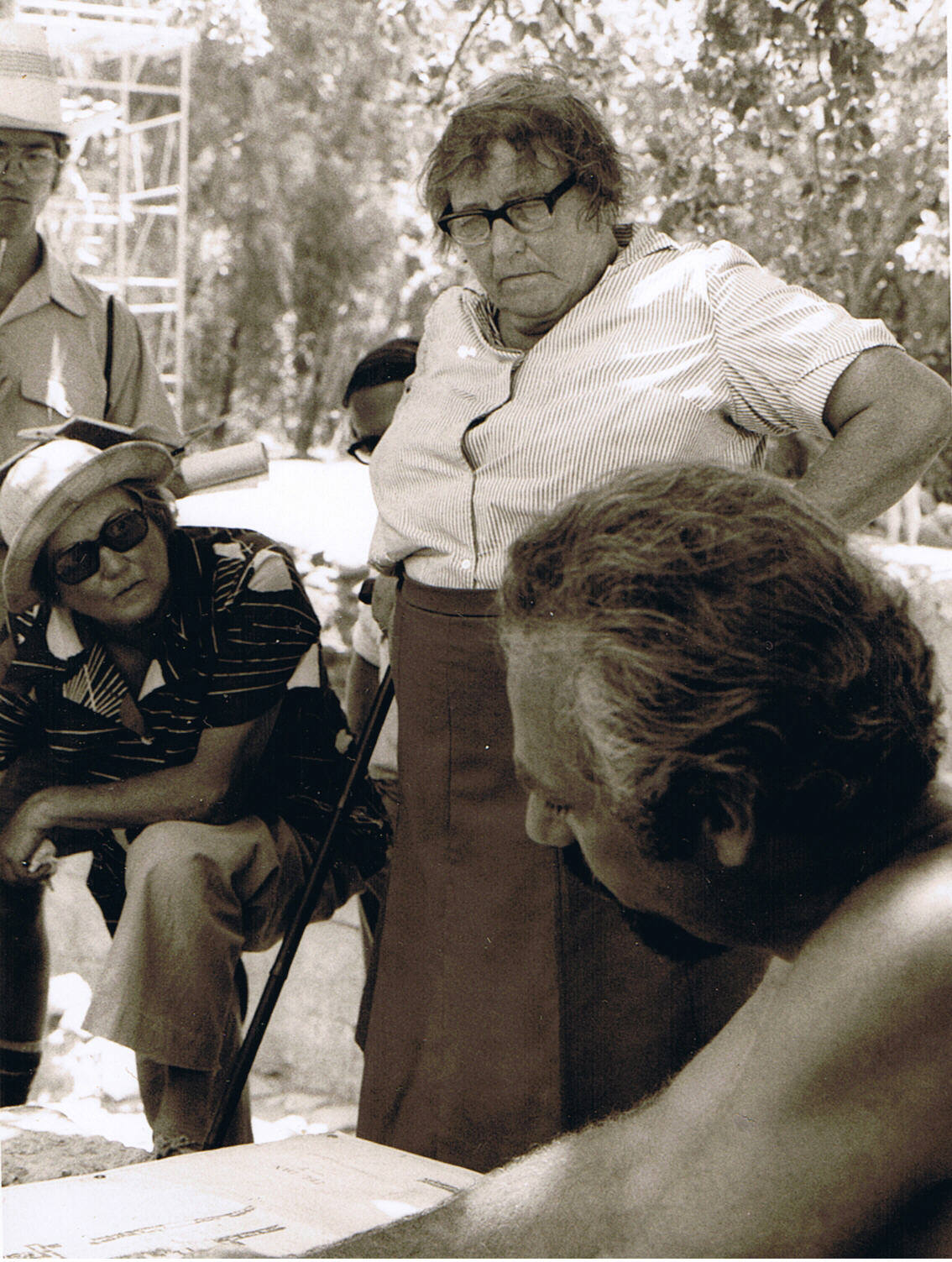
Kathleen insieme all'archeologo Vassilios Tzaferis

Dame Kathleen Mary Kenyon (Londra, 5 gennaio 1906 – Wrexham, 24 agosto 1978) è stata un'archeologa britannica che si è occupata delle culture neolitiche nella Mezzaluna fertile ed ha scavato il sito archeologico di Gerico (Cisgiordania, 1952-1958).

## Biografia
Era la figlia maggiore di sir Frederic Kenyon (1863-1952), studioso del Nuovo Testamento e direttore del British Museum. Studiò storia presso il Somerville College di Oxford e fu la prima donna presidente della Oxford University Archaeological Society.
La sua prima esperienza di lavoro sul campo fu in qualità di fotografa nella spedizione archeologica presso il sito della Grande Zimbabwe, condotta dall'archeologa Gertrude Caton-Thompson nel 1929.
Tornata in Inghilterra, lavorò sotto la direzione di sir Mortimer Wheeler negli scavi dell'insediamento romano di Verulamium, dove nelle campagne estive tra il 1930 e il 1935 diresse gli scavi del teatro romano. Negli anni tra il 1931 e il 1934 lavorò anche a Samaria in Palestina con John e Grace Crowfoot: in questo sito tagliò una trincea sulla sommità del tell e sulle sue pendici settentrionale e meridionale, esponendo la sequenza stratigrafica dall'età del ferro all'epoca romana: ottenne in tal modo dati stratigrafici cruciali per la datazione del materiale dell'età del ferro in Palestina e per lo studio della ceramica sigillata orientale.
Tra il 1936 e il 1939 condusse scavi importanti presso le terme romane di Leicester (Jewry Wall). Durante la seconda guerra mondiale servì come ufficiale della Croce Rossa ad Hammersmith a Londra e quindi come facente le funzioni di direttore e come segretaria dell'Istituto di archeologia dell'Università di Londra. Nel dopoguerra scavò in varie località della Gran Bretagna e a Sabratha in Libia.
Nel 1951 intraprese gli scavi nel sito di Tell es-Sultan in Cisgiordania, riportando alla luce la città di Gerico. Questi scavi, che continuarono fino al 1958, le procurarono fama durevole ed ebbero ampia influenza sullo studio delle culture preistoriche del Medio Oriente e in particolare per quelle neolitiche. Contemporaneamente pubblicò i risultati degli scavi condotti prima della guerra a Samaria.
In seguito scavò a Gerusalemme nell'area della città di David (1961-1967).
Nel corso della sua carriera ebbe anche un importante ruolo come insegnante, tenendo corsi di archeologia presso l'University College London ed all'Università di Oxford.
Nel 2003 la British School of Archaeology a Gerusalemme, unita con il Council for British Research in the Levant dal 1998, venne intitolata "Kenyon Institute" in suo onore. Al ritiro dalla professione attiva, nel 1973, fu insignita dell'ordine dell'Impero britannico.

## Pubblicazioni
- 1942: Samaria Sebaste I: The Buildings at Samaria, London, 1942 (insieme a J. W. Crowfoot ed a E. L. Sukenik);
- 1948: Excavations at the Jewry Wall Site (Reports of the Research Committee of the Society of Antiquaries of London 15), Leicester;
- 1949: Guide to Wroxeter Roman City, London;
- 1951: "Some Notes on the History of Jericho in the Second Millennium B.C.", in PEQ 83, pp. 101-138;
- 1952: Beginning in Archaeology, London (seconda edizione: London 1953; edizione rivista: London 1961);
- 1952: "Early Jericho", in Antiquity 26, pp. 116–122;
- 1954: Guide to Ancient Jericho, Jerusalem;
- 1957: Digging Up Jericho, London, 1957 (tradotto il olandese, ebraico, italiano, spagnolo e svedese);
- 1957: Samaria Sebaste III: The Objects from Samaria, London (insieme a J. W. Crowfoot e G. M. Crowfoot);
- 1958: "Some Notes on the Early and Middle Bronze Age Strata of Megiddo", in Eretz Israel 5, pp. 51–60;
- 1959: Excavations at Southwark (Research Papers of Surrey Archaeological Society 5);
- 1960: Archaeology in the Holy Land, London (seconda edizione: London 1965; terza edizione: London 1970; tradotto in olandese, danese, tedesco, spagnolo e svedese);
- 1960: Excavations at Jericho - Volume I Tombs Excavated in 1952-4, London 1960;
- 1965: Excavations at Jericho - Volume II Tombs Excavated in 1955-8, London, 1965;
- 1965: "British Archaeology Abroad - Jerusalem", in Antiquity 39, pp. 36–37;
- 1966: Amorites and Canaanites (Schweich Lectures Series, 1963), London;
- 1966: "Excavations in Jerusalem, 1965", in PEQ, pp. 73–88;
- 1967: Jerusalem - Excavating 3000 Years of History, London (tradotto in tedesco);
- 1969: "Middle and Late Bronze Age Strata at Megiddo", in Levant 1, pp. 25–60;
- 1971: Royal Cities of the Old Testament, London;
- 1971: "An Essay on Archaeological Technique: the Publication of Results from the Excavation of a Tell", in Harvard Theological Review 64, pp. 271–279;
- 1974: Digging up Jerusalem, London;
- 1974: "Tombs of the Intermediate Early Bronze - Middle Bronze Age at Tel 'Ajjul", in J.R. Stewart (a cura di), Tell el Ajjul - the Middle Bronze Age Remains (Studies in Mediterranean Archaeology, app. 2), Göteborg, pp. 76–85;
- 1978: The Bible and recent archaeology, London.